# My Heart Will Go On
Pistes de Let's Talk About Love
Just A Little Bit of Love Where is the Love
My Heart Will Go On (également connue sous le titre Le Portrait) est la chanson thème du film Titanic sorti en 1997. Cette chanson, interprétée par Céline Dion, fut composée par James Horner et les paroles écrites par Will Jennings. D'abord sorti en 1997 sur l'album de Céline Dion, Let's Talk About Love, le titre devient vite un gros succès. My Heart Will Go On est sorti en Australie et en Allemagne le 8 décembre 1997 et dans le reste du monde en janvier et février 1998.
My Heart Will Go On est l'une des chansons les plus diffusées de tous les temps à la radio et à la télévision et l'un des singles les plus vendus de l'histoire du disque avec 18 millions d'exemplaires écoulés,,. Il permet à la chanteuse de remporter un Oscar, un Golden Globe et quatre récompenses aux Grammy Awards.

## Écriture et enregistrement
Avant la sortie du film Titanic, les dirigeants du studio craignaient que ce soit un échec commercial. Sony avait payé 800 000 $ pour les droits de l'album de la bande originale et espérait qu'il inclurait une chanson thème. Cependant, le réalisateur, James Cameron, a estimé que terminer « Titanic » par une chanson pop serait inapproprié.
James Horner a initialement composé la musique de My Heart Will Go On comme motif instrumental pour la bande originale du film. Voulant préparer une version vocale à utiliser lors du générique de fin, il a fait appel au parolier Will Jennings, qui a écrit les paroles "du point de vue d'une personne d'un grand âge regardant tant d'années en arrière".
La chanson était initialement destinée à la chanteuse norvégienne Sissel Kyrkjebø. Simon Franglen, qui travaillait avec Horner sur les textures électroniques et les synthétiseurs pour la musique du film, a suggéré Céline Dion, avec qui il avait travaillé sur plusieurs de ses succès. Au départ, Dion ne voulait pas l'enregistrer, car elle avait déjà enregistré le film chansons La Belle et la Bête et Because You Loved Me. Cependant, son mari et producteur, René Angélil, l'a convaincue d'enregistrer une démo.
Horner a attendu que Cameron soit d'humeur appropriée avant de lui présenter la démo. Après l'avoir écoutée plusieurs fois, Cameron l'a approuvé, mais il craignait d'être critiqué pour "être devenu commercial à la fin de l'année". Cameron voulait également apaiser les dirigeants inquiets du studio et "a vu qu'une chanson à succès de son film ne pouvait être qu'un facteur positif pour garantir son achèvement".
Le producteur Walter Afanasieff n'a pas été impressionné par la démo, la trouvant sinueuse et morne, mais a accepté d'arranger et de produire la version studio. Il a remplacé toutes les parties de la démo de Horner et a été contrarié que Horner ait reçu un crédit de coproducteur.
Selon le directeur musical Tommy Mottola, Dion a enregistré sa voix en une seule prise, et c'est cette démo qui est sortie dans le film. Cependant, Dion a réenregistré la chanson pour la sortie de son album après la sortie du film et son succès. Il s'agissait d'une version éditée avec quelques changements de notes à la fin de la chanson.

## Reprises
My Heart Will Go On a été reprise par la chanteuse britannique Sarah Brightman avec une version en italien (Il Mio Cuore Va) et en allemand, par Vicky Leandros, sous le titre Weil mein Herz dich nie mehr vergisst.
En 2000 le rockeur français Damien Saez reprend la chanson en version punk lors de sa première tournée.
Le ténor Amaury Vassili reprend cette chanson sur la réédition de son album Cantero.
La chanteuse japonaise Ayahi Takagaki reprend cette chanson dans son album melodia 3 paru le neuf novembre 2011.
Le groupe de power metal britannique DragonForce reprend cette chanson dans leur album Extreme Power Metal paru le 27 septembre 2019.

## Récompenses
My Heart Will Go On remporte l'Oscar de la meilleure chanson originale en 1997 et le Golden Globe Award de la meilleure chanson originale en 1998.
Elle a également reçu quatre récompenses à la 41e cérémonie des Grammy Awards en 1999 :
- enregistrement de l'année;
- chanson de l'année ;
- meilleure chanson écrite spécialement pour un film ou un téléfilm ;
- chanteuse pop ou variété.

En 2004, elle a été classée à la 14e place du classement AFI's 100 Years... 100 Songs des 100 meilleures chansons de films.

## Certifications
| Pays        | Association      | Statut     | Ventes/estimation |
| ----------- | ---------------- | ---------- | ----------------- |
| Allemagne   | BVMI             | 4x platine | 2 000 000         |
| Australie   | ARIA             | 2x platine | 140 000           |
| Autriche    | IFPI Austria     | or         | 25 000            |
| Belgique    | BEA              | 3x platine | 150 000           |
| Danemark    | IFPI Danmark     | or         | 30 000            |
| États-Unis  | RIAA             | 4x platine | 4 000 000         |
| France      | SNEP             | diamant    | 1 200 000         |
| Italie      | FIMI             | or         | 25 000            |
| Macao       |                  | 7x platine | -                 |
| Mexique     | AMPROFON         | or         | 30 000            |
| Norvège     | IFPI Norsk       | 2x platine | 40 000            |
| Pays-Bas    | NVPI             | 3x platine | 180 000           |
| Royaume-Uni | BPI              | 3x platine | 1 800 000         |
| Suisse      | IFPI Switzerland | 2x platine | 100 000           |